# Gymnocolea marginata
Gymnocolea es un género monotípico de musgos hepáticas perteneciente a la familia Anastrophyllaceae. Su única especie es: Gymnocolea marginata. 

## Taxonomía
Gymnocolea marginata fue descrita por (Stephani) S.Hatt. y publicado en Journal of Japanese Botany 27: 316. 1952.
Sinonimia
- Sphenolobus marginatus Stephani